# Phare avant de Blankenese
Le phare avant de Blankenese (en allemand : Leuchtturm Unterfeuer Blankenese) est un phare actif situé en rive de l'Elbe, dans le quartier de Blankenese à Hambourg (Land de Hambourg), en Allemagne.
Il est géré par la WSV de Hambourg .

## Histoire
Le phare avant de Blankenese , mis en service le 29 novembre 1984, est un feu directionnel fonctionnant conjointement avec le phare arrière de Blankenese situé à plus de 1,34 km de lui. Il guide les navires dans cette partie de l'Elbe de plus de 8 km de long. La fondation en béton armé dite en caissons, de 700 tonnes, est de 10 m de profondeur sous le niveau d'eau. La Lanterne de 11 tonnes a été montée par une grue flottante. Il se trouve au bout d'une digue de 30 m de long.

## Description
Le phare  est une tour cylindrique en béton armé de 42 m de haut, avec une galerie évasée et une lanterne en acier. La tour, avec sa lanterne, est peinte en blanc avec trois bande rouge centrale. Son feu isophase émet, à une hauteur focale de 41 m, un lumière blanche de 2 secondes par période de 4 secondes. Sa portée est de 13 milles nautiques (environ 24 km).
Identifiant : ARLHS : FED-039 - Amirauté : B1568.7 .

## Caractéristiques dufeu maritime
Fréquence : 4 secondes (W)
- Lumière : 2 secondes
- Obscurité : 2 secondes

|                  |
| Le phare (avant) |

|                                                    |
| Le phare (arrière) (nouvelle construction de 2020) |

### Lien connexe
- Liste des phares en Allemagne